# صالحه - بيت الزايدي (القفر)

تعديل مصدري - تعديل

صالحه - بيت الزايدي محلة تابعة لقرية الغبيب السافل، التابعة لعزلة بني جماعة بمديرية القفر إحدى مديريات محافظة إب في الجمهورية اليمنية، بلغ تعداد سكانها 31 حسب تعداد اليمن لعام 2004.